# Katsuyuki Nakasuga

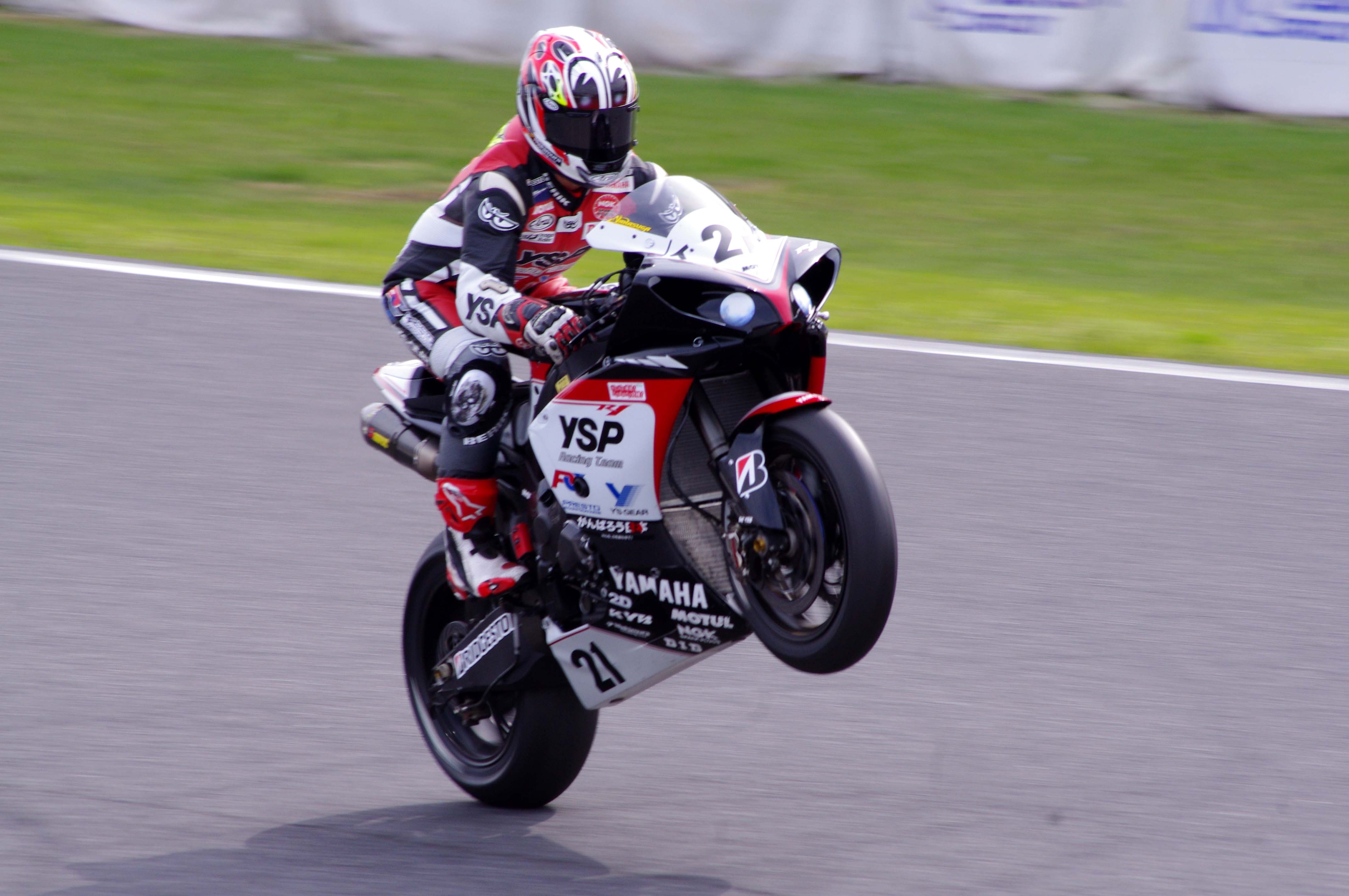
Katsuyuki Nakasuga op een Yamaha YZF-R1.

Katsuyuki Nakasuga (Japans: 中須賀 克行, Nakasuka Katsuyuki) (Fukuoka, 9 augustus 1981) is een Japans motorcoureur. Hij is de testrijder van het MotoGP-team van Yamaha.
Nakasuga nam tussen 1999 en 2005 deel aan het MFJ All Japan Road Race GP250 Championship. In 2002 maakte hij met een wildcard tevens zijn debuut in de 250cc-klasse van het wereldkampioenschap wegrace op een Yamaha tijdens de Grand Prix van de Pacific en behaalde met een twaalfde plaats meteen punten. In 2003 en 2004 kreeg hij ook een wildcard voor de Grand Prix van Japan, maar scoorde geen van beide keren.
Na zijn avontuur MFJ All Japan Road Race GP250 Championship stapte Nakasuga over naar het All Japan Superbike Championship voor Yamaha en werd kampioen in 2008, 2009, 2012, 2013 en 2014. In 2011 maakte hij tevens zijn MotoGP-debuut tijdens de laatste twee races van het seizoen als vervanger van de geblesseerde Jorge Lorenzo. De Grand Prix van Maleisië werd afgelast na een dodelijk ongeluk van Marco Simoncelli, terwijl hij tijdens de Grand Prix van Valencia als zesde eindigde en zo tien punten scoorde. In 2012 kreeg hij een wildcard voor zijn thuisrace, waarin hij als negende eindigde. Ook mocht hij de geblesseerde Ben Spies vervangen tijdens de seizoensfinale in Valencia, waarin hij achter Dani Pedrosa als tweede eindigde en zo zijn eerste Grand Prix-podium behaalde, wat tevens het enige Japanse podium was in alle Grand Prix-klassen in 2012. Ook in 2013, 2014 en 2015 kreeg hij een wildcard voor zijn thuisrace, waarin hij respectievelijk als elfde, twaalfde en achtste eindigde. In 2015 won hij tevens de 8 uur van Suzuka, samen met de Monster Yamaha Tech 3-coureurs Bradley Smith en Pol Espargaró. In 2016 won hij deze race opnieuw, ditmaal samen met Espargaró en Alex Lowes. In 2017 herhaalde hij dit nog een keer, ditmaal samen met Alex Lowes en Michael van der Mark. In 2018 gaat dit trio nog een keer proberen deze wedstrijd te winnen.